# Whoami
whoami (Who am I, signifiant « qui suis-je ») est une commande UNIX permettant d'afficher le nom de l'usager associé à l'identificateur effectif (user ID ou UID) courant de l'usager.
Depuis Windows 2000, c'est également une commande DOS qui affiche le nom du domaine suivi du caractère antislash et du nom de l'utilisateur.

## Exemple
- Unix :

```
# whoami

root

```

- DOS :

```
C
:
\Users\admin
>whoami

 workgroup\admin

```